# Pallacanestro Olimpia Milano 2006-2007
Questa voce raccoglie le informazioni riguardanti la Pallacanestro Olimpia Milano nelle competizioni ufficiali della stagione 2006-2007.

## Verdetti stagionali
Competizioni nazionali
- Serie A:

stagione regolare: 2º posto su 18 squadre (22-34);
playoff: eliminazione in semifinale da VidiVici Bologna (1-3);
- Coppa Italia:

eliminazione in semifinale da VidiVici Bologna.

## Stagione
La stagione 2006-2007 della Pallacanestro Olimpia Milano sponsorizzata Armani Jeans, è la 74ª nel massimo campionato italiano di pallacanestro, la Serie A.
All'inizio della nuova stagione la Lega Basket decise di modificare il regolamento riguardo al numero di giocatori stranieri da schierare contemporaneamente in campo che venne ridotto a sei, con anche la possibilità di impiegare fino a quattro giocatori extracomunitari.
Guidata per la seconda stagione da Aleksandar Đorđević l'Olimpia disputa il campionato di Serie A 2006-2007. Terza al termine del girone di andata si qualifica per le Final Eight di Coppa Italia che si disputano alla Unipol Arena di Casalecchio di Reno. Eliminata Montegranaro nei quarti, in semifinale è battuta dalla Virtus Bologna.
Nella regular season l'Olimpia termina al secondo posto dietro Siena.
Nei Play off incontra nei quarti la Varese eliminandola per 3 partite a 1; in semifinale si trova a incontrare, come in Coppa Italia, la Virtus Bologna venendo eliminata per 3 partite a 1.

## Organigramma societario
Area tecnica 
- Allenatore:  Aleksandar Đorđević
- Assistente: Claudio Coldebella
- Assistente:	Mario Fioretti
- Assistente:	Enrico Montefusco
- Preparatore Atletico:	Simone Lassini
- Medico Sociale:	Bruno Carù
- Medico Sociale:	Franco Carnelli
- Medico Sociale:	Stefano Rossi
- Medico Sociale:	Stefano Riboldi
- Fisioterapista:	Attilio Colombo
- Fisioterapista:	Elena Brusati

Dirigenza
- Presidente:	Giorgio Corbelli
- Presidente Onorario: Cesare Rubini
- Amministratore Delegato:	Edoardo Ceola
- Direttore Generale:	Gino Natali
- Team Manager:	Marco Baldi
- Segretaria Generale:	Cinzia Lauro
- Resp. Area Comunicazione:	Matteo Mantica
- Segreteria:	Barbara Zoncada e Giorgio Scopece
- Resp. Marketing Commerciale:	Gianluca Trisolini
- Amministrazione:	Silvia Baccarini
- Resp. Settore Giovanile:	Gianni Villa
- Resp. Statistiche: Gianni Villa
- Resp. campo di gioco:	Giuseppe Boggio

## Roster
Aggiornato al 28 dicembre 2021.
| Armani Jeans Milano 2006-2007 | Armani Jeans Milano 2006-2007 |
| Giocatori                     | Staff tecnico                 |
| ----------------------------- | ----------------------------- |

| N. | Naz.                                       | Ruolo | Nome                 | Anno | Alt.   | Peso   |  |
| -- | ------------------------------------------ | ----- | -------------------- | ---- | ------ | ------ |  |
| 5  | Italia (bandiera)                          | P     | Stefano Mercante     | 1987 | 186 cm | 75 kg  |  |
| 6  | Germania (bandiera)                        | AG    | Sven Schultze        | 1978 | 208 cm | 110 kg |  |
| 7  | Stati Uniti (bandiera)                     | G     | Nate Green           | 1977 | 196 cm | 85 kg  |  |
| 8  | Italia (bandiera)                          | A     | Danilo Gallinari     | 1988 | 204 cm | 100 kg |  |
| 9  | Italia (bandiera)                          | P     | Massimo Bulleri      | 1977 | 188 cm | 83 kg  |  |
| 10 | Stati Uniti (bandiera)                     | P     | Kiwane Garris        | 1974 | 189 cm | 94 kg  |  |
| 11 | Italia (bandiera)                          | P     | Davide Lamma         | 1976 | 191 cm | 88 kg  |  |
| 11 | Stati Uniti (bandiera) · Svezia (bandiera) | P     | Doremus Bennerman    | 1972 | 180 cm | 76 kg  |  |
| 12 | Spagna (bandiera)                          | AG    | Diego Fajardo        | 1976 | 208 cm | 105 kg |  |
| 13 | Stati Uniti (bandiera)                     | C     | Travis Watson        | 1981 | 203 cm | 115 kg |  |
| 14 | Stati Uniti (bandiera)                     | AC    | Bennett Davison      | 1975 | 203 cm | 110 kg |  |
| 15 | Stati Uniti (bandiera)                     | C     | Joseph Blair (C)     | 1974 | 210 cm | 120 kg |  |
| 16 | Italia (bandiera)                          | AG    | Sergio Plumari       | 1986 | 200 cm |        |  |
| 17 | Stati Uniti (bandiera) · Italia (bandiera) | G     | Dante Calabria (C)   | 1973 | 195 cm | 90 kg  |  |
| 18 | Argentina (bandiera) · Italia (bandiera)   | AP    | Mario Gigena         | 1977 | 197 cm | 98 kg  |  |
| 20 | Slovenia (bandiera)                        | AG    | Marko Tušek          | 1975 | 204 cm | 120 kg |  |
| -  | Italia (bandiera)                          |       | Federico Aime        | 1992 |        |        |  |
| -  | Italia (bandiera)                          | G     | Alessandro Giannetti | 1990 | 186 cm |        |  |
| -  | Italia (bandiera)                          | GA    | Davide Marelli       | 1991 | 195 cm |        |  |
| -  | Italia (bandiera)                          | PG    | Sandro Marelli       | 1991 | 195 cm |        |  |
| -  | Italia (bandiera)                          | AP    | Jacopo Mercante      | 1990 | 194 cm |        |  |
| -  | Italia (bandiera)                          |       | Davide Petrosino     | 1989 |        |        |  |
| -  | Italia (bandiera)                          | GA    | Riccardo Scomparin   | 1992 | 192 cm |        |  |

| Allenatore |
| - Aleksandar Đorđević                                                                                          |
| Assistente/i                                                                                                   |
| - Claudio Coldebella - Mario Fioretti - Enrico Montefusco Legenda - (C) Capitano - (IN) Inattivo - Infortunato |

## Mercato

### Sessione estiva
| Acquisti | Acquisti          | Acquisti          | Acquisti      | Acquisti |
| R.       | Nome              | da                | Modalità      |          |
| -------- | ----------------- | ----------------- | ------------- | -------- |
| G        | Nate Green        | Fortitudo Bologna | definitivo    |          |
| P        | Kiwane Garris     | Fortitudo Bologna | definitivo    |          |
| AG       | Marko Tušek       | Virtus Roma       | definitivo    |          |
| C        | Travis Watson     | Fortitudo Bologna | definitivo    |          |
| PG       | Daniele Cavaliero | Pall. Roseto      | fine prestito |          |

| Cessioni | Cessioni           | Cessioni          | Cessioni       | Cessioni |
| R.       | Nome               | a                 | Modalità       |          |
| -------- | ------------------ | ----------------- | -------------- | -------- |
| P        | Claudio Coldebella |                   | ritirato       |          |
| AG       | Diego Fajardo      | Scafati Basket    | fine contratto |          |
| C        | Tyrone Grant       | Jeonju Egis       | fine contratto |          |
| AP       | Preston Shumpert   | Fortitudo Bologna | fine contratto |          |
| AG       | Giacomo Galanda    | Pall. Varese      | fine contratto |          |
| AP       | Nikola Lončar      |                   | ritirato       |          |
| PG       | Daniele Cavaliero  | Fortitudo Bologna | fine contratto |          |

### Dopo l'inizio della stagione
| Acquisti | Acquisti          | Acquisti       | Acquisti         | Acquisti   |
| R.       | Nome              | da             | Data             | Modalità   |
| -------- | ----------------- | -------------- | ---------------- | ---------- |
| P        | Davide Lamma      | Free agent     | novembre 2006    | definitivo |
| P        | Doremus Bennerman | Virtus Bologna | 2 febbraio 2007  | definitivo |
| AC       | Bennett Davison   | Virtus Bologna | 23 febbraio 2007 | definitivo |
| AG       | Diego Fajardo     | San Sebastián  | 11 maggio 2007   | definitivo |

| Cessioni | Cessioni          | Cessioni         | Cessioni       | Cessioni       |
| R.       | Nome              | a                | Data           | Modalità       |
| -------- | ----------------- | ---------------- | -------------- | -------------- |
| P        | Davide Lamma      | Pall. Reggiana   | 26 marzo 2007  | fine contratto |
| AG       | Marko Tušek       | Málaga           | 9 gennaio 2007 | rescissione    |
| P        | Doremus Bennerman | Apollon Patrasso | 26 marzo 2007  | rescissione    |

## Risultati

### Serie A

#### Stagione regolare

##### Girone d'andata
| Arbitri: | D'Este Ramilli Crescenti |

|                     |            |              |
| Aleksandar Đorđević | Allenatori | Franco Ciani |

| Arbitri: | Sahin Taurino Seghetti |

|               |            |                     |
| Rubén Magnano | Allenatori | Aleksandar Đorđević |

| Arbitri: | Tola Grossi Bertelli |

|                     |            |              |
| Aleksandar Đorđević | Allenatori | Aza Petrović |

| Arbitri: | Sabetta Chiari Mastrantoni |

|                     |            |                     |
| Stefano Pillastrini | Allenatori | Aleksandar Đorđević |

| Arbitri: | Paternicò Giansanti Lo Guzzo |

|                 |            |                     |
| Cesare Pancotto | Allenatori | Aleksandar Đorđević |

| Arbitri: | Pozzana Begnis Sardella |

|                     |            |            |
| Aleksandar Đorđević | Allenatori | Luca Bechi |

| Arbitri: | Cerebuch Mattioli Seghetti |

|                     |            |                 |
| Aleksandar Đorđević | Allenatori | Fabrizio Frates |

| Arbitri: | Tullio Grossi Corrias |

|               |            |                     |
| Luca Dalmonte | Allenatori | Aleksandar Đorđević |

| Arbitri: | Taurino Duranti Ursi |

|                     |            |                    |
| Aleksandar Đorđević | Allenatori | Stefano Sacripanti |

| Arbitri: | Sabetta Mattioli Mastrantoni |

|                |            |                     |
| Zare Markovski | Allenatori | Aleksandar Đorđević |

| Arbitri: | Facchini Pozzana Ramilli |

|                     |            |             |
| Aleksandar Đorđević | Allenatori | David Blatt |

| Arbitri: | Lamonica Seghetti Ursi |

|                   |            |                     |
| Matteo Boniciolli | Allenatori | Aleksandar Đorđević |

| Arbitri: | Paternicò Grossi Capurro |

|                      |            |                     |
| Giovanni Perdichizzi | Allenatori | Aleksandar Đorđević |

| Arbitri: | Cerebuch Sabetta Begnis |

|                     |            |                   |
| Aleksandar Đorđević | Allenatori | Simone Pianigiani |

| Arbitri: | Sahin Taurino Lo Guzzo |

|              |            |                     |
| Piero Bucchi | Allenatori | Aleksandar Đorđević |

| Arbitri: | Paternicò Reatto Materdomini |

|                     |            |                      |
| Aleksandar Đorđević | Allenatori | Massimiliano Menetti |

| Arbitri: | Tola Pozzana Corrias |

|               |            |                     |
| Jasmin Repeša | Allenatori | Aleksandar Đorđević |

##### Girone di ritorno
| Arbitri: | Facchini Tullio Giansanti |

|                     |            |                     |
| Sandro Dell'Agnello | Allenatori | Aleksandar Đorđević |

| Arbitri: | Mattioli Mastrantoni Sardella |

|                     |            |               |
| Aleksandar Đorđević | Allenatori | Rubén Magnano |

| Arbitri: | Sahin Seghetti Ursi |

|                   |            |                     |
| Teoman Alibegović | Allenatori | Aleksandar Đorđević |

| Arbitri: | Taurino Giansanti Begnis |

|                     |            |                     |
| Aleksandar Đorđević | Allenatori | Stefano Pillastrini |

| Arbitri: | Mattioli Reatto Gori |

|                     |            |                 |
| Aleksandar Đorđević | Allenatori | Cesare Pancotto |

| Arbitri: | Facchini Chiari Tullio |

|            |            |                     |
| Luca Bechi | Allenatori | Aleksandar Đorđević |

| Arbitri: | Tola Sahin Capurro |

|              |            |                     |
| Ergin Ataman | Allenatori | Aleksandar Đorđević |

| Arbitri: | Paternicò Duranti Quacci |

|                     |            |                 |
| Aleksandar Đorđević | Allenatori | Massimo Bianchi |

| Arbitri: | Grossi Giansanti Lo Guzzo |

|                    |            |                     |
| Stefano Sacripanti | Allenatori | Aleksandar Đorđević |

| Arbitri: | Tola Pozzana Materdomini |

|                     |            |                |
| Aleksandar Đorđević | Allenatori | Zare Markovski |

| Arbitri: | Cerebuch Mattioli Crescenti |

|             |            |                     |
| David Blatt | Allenatori | Aleksandar Đorđević |

| Arbitri: | Chiari Duranti Reatto |

|                     |            |                   |
| Aleksandar Đorđević | Allenatori | Matteo Boniciolli |

| Arbitri: | Taurino Mastrantoni Lo Guzzo |

|                     |            |                      |
| Aleksandar Đorđević | Allenatori | Giovanni Perdichizzi |

| Arbitri: | Sahin Pozzana Sardella |

|                   |            |                     |
| Simone Pianigiani | Allenatori | Aleksandar Đorđević |

| Arbitri: | Cerebuch Sabetta Corrias |

|                     |            |              |
| Aleksandar Đorđević | Allenatori | Piero Bucchi |

| Arbitri: | Tola Mattioli Capurro |

|                      |            |                     |
| Massimiliano Menetti | Allenatori | Aleksandar Đorđević |

| Arbitri: | Taurino Chiari Seghetti |

|                     |            |               |
| Aleksandar Đorđević | Allenatori | Jasmin Repeša |

#### Play-off

##### Quarti di finale
| Arbitri: | Paternicò Grossi Duranti |

|                     |            |               |
| Aleksandar Đorđević | Allenatori | Rubén Magnano |

| Arbitri: | Tola Taurino Begnis |

|               |            |                     |
| Rubén Magnano | Allenatori | Aleksandar Đorđević |

| Arbitri: | Cerebuch Chiari Seghetti |

|                     |            |               |
| Aleksandar Đorđević | Allenatori | Rubén Magnano |

| Arbitri: | Tola D'Este Pozzana |

|               |            |                     |
| Rubén Magnano | Allenatori | Aleksandar Đorđević |

##### Semifinale
| Arbitri: | Paternicò Grossi Seghetti |

|                     |            |                |
| Aleksandar Đorđević | Allenatori | Zare Markovski |

| Arbitri: | Lamonica Tola Duranti |

|                |            |                     |
| Zare Markovski | Allenatori | Aleksandar Đorđević |

| Arbitri: | Sahin Chiari Begnis |

|                     |            |                |
| Aleksandar Đorđević | Allenatori | Zare Markovski |

| Arbitri: | Facchini Mattioli Giansanti |

|                |            |                     |
| Zare Markovski | Allenatori | Aleksandar Đorđević |

### Coppa Italia
| Casalecchio di Reno 8 febbraio 2007, ore 18:00 Quarti di finale | Olimpia Milano | 74 – 70 referto     | Sutor Montegranaro | PalaMalaguti |
| Aleksandar Đorđević Allenatori Stefano Pillastrini              |                |                     |                    |              |
|                                                                 |                |                     |                    |              |
| Aleksandar Đorđević                                             | Allenatori     | Stefano Pillastrini |                    |              |

| Arbitri: | Lamonica Tola Taurino |

|                |            |                     |
| Zare Markovski | Allenatori | Aleksandar Đorđević |